# Monument des martyrs de Séjoumi
Pour les articles homonymes, voir Monument des Martyrs.

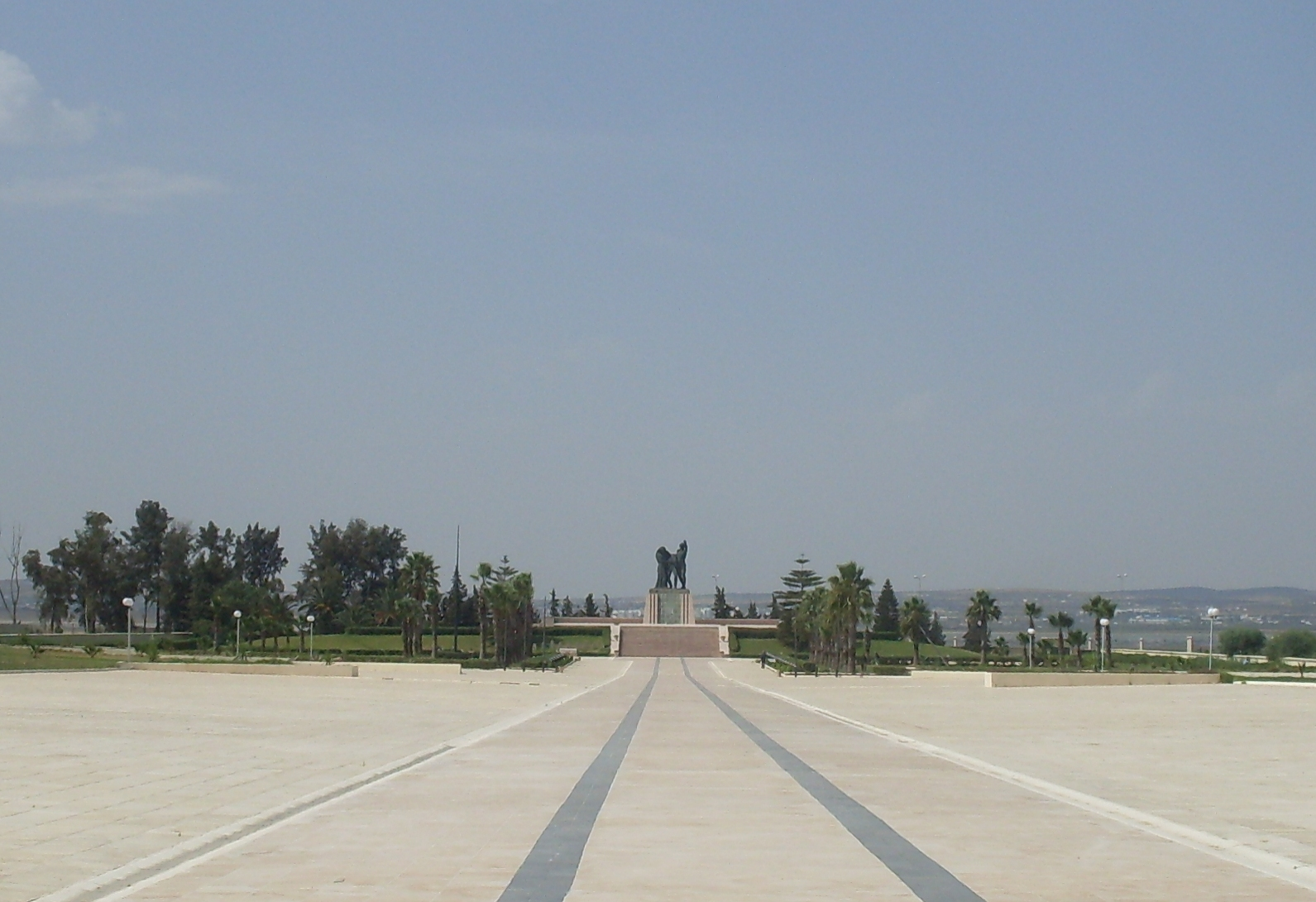
Esplanade du monument des martyrs de Séjoumi

Le monument des martyrs de Séjoumi est un monument aux morts tunisien situé à quatre kilomètres à l'ouest de Tunis, en bordure de la sebkha du même nom.

## Historique
C'est sur le site de Séjoumi que sont enterrés les militants nationalistes à partir de l'affaire du Djellaz (1911). La Fête des martyrs y est célébrée chaque 9 avril en mémoire des événements sanglants survenus le 9 avril 1938. 

## Caractéristiques
Enceinte militaire, le monument comprend sur sa gauche les pierres tombales de onze « patriotes tunisiens tombés en martyrs » et pour la plupart exécutés entre 1951 et 1954. Le 9 avril 2001, le musée de la mémoire nationale est ouvert sur le site et placé sous l'autorité du ministère de la Défense.